# Каляпин, Игорь Александрович
И́горь Алекса́ндрович Каля́пин (род. 13 октября 1967, Горький) — российский правозащитник. Экс-член Совета при президенте РФ по развитию гражданского общества и правам человека (СПЧ).
Председатель межрегиональной общественной организации «Комитет против пыток» в 2015—2022 годах. Автор «Чеченского дневника»[прояснить].
По оценке комиссара Совета Европы по правам человека, «Игорь Каляпин — солидная фигура, лучший эксперт по проблемам в Чечне, связанным с пытками и похищениями людей». Ранее создал в Нижнем Новгороде Общество российско-чеченской дружбы (ОРЧД), которое в 2006 году было ликвидировано за экстремизм. Известен критикой московского Следственного комитета за то, что он постоянно отказывает в возбуждении уголовного дела против сотрудников полиции.

## Биография
Игорь Александрович Каляпин родился 13 октября 1967 года в городе Горьком.
В 1986—1988 годах служил в армии. Учился в Горьковском политехническом институте, но не окончил его. 
С 1988 года начал работать в химическом институте, с 1989 года — участвовал в демократическом и правозащитном движении.
В 1992 году его задержали и били в следственном изоляторе, но после полицейские поймали настоящего преступника-убийцу.
В 2019 году выиграл дело в Европейском суде по правам человека о незаконности своего задержания в 2007 году в связи с «маршем несогласных».
В 2021 году Каляпин стал одним из участников фильма Юрия Дудя «Почему в России пытают» на YouTube-канале «вДудь».
6 февраля 2022 года покинул пост председателя межрегиональной общественной организации «Комитет против пыток».

## Награды и премии
- Лауреат премий «Пробуждение» и имени Гайдара[9].
- Лауреат премии Московской Хельсинкской группы в области защиты прав человека (2009 год)[10]